# Граничар (Бургасская область)
Граничар (болг. Граничар) — село в Болгарии. Находится в Бургасской области, входит в общину Средец. Население составляет 18 человек (2022).

## Политическая ситуация
Кмет (мэр) общины Средец — Тодор Пройков Станчев (Болгарская социалистическая партия (БСП)) по результатам выборов.